# Johann Friedrich Ahlfeld
Johann Friedrich Ahlfeld, írásaiban: Johann Ahlfeld (Alsleben (Saale), 1843. október 16. – Marburg, 1929. május 24.) német szülész-nőgyógyász.

## Élete
Apja Johann Friedrich Ahlfed teológus volt. 1863 és 1867 közt Greifswaldban és a Lipcsében tanult, ahol  Carl Siegmund Franz Credé, a Credé-fogó nevű szülészeti eszköz kifejlesztője asszisztense volt. 1868. február 22-én avatták orvossá, ezután Bécsben és Tübingenben képezte tovább magát. 1877. február 2-án a Lipcsei Egyetem docense lett. 1881. február 2-án elfogadta a gießeni Justus Ludwig Egyetem meghívását, s a szülészeti oktatási intézmény vezetője, valamint a nőgyógyászat professzora lett. 1883-ban a Marburgi Egyetem szülészeti klinikájának professzora, az intézmény igazgatója lett. 1894-ben orvosi tanácsossá (Hofrat) nevezték ki. 1909-ben vonult nyugdíjba. Nevéhez fűződik a méhlepény két típusának elkülönítése, illetve a szülészetben bevezetett, róla elnevezett Ahlfeld-technika.

## Válogatott munkái
- Ueber Zerreissung der Schamfuge während der Geburt. J. J. Weber, Leipzig 1868, 43 S. (doktori disszertációja, Universität Leipzig, 1868).
- Die Entstehung der Stirn- und Gesichtslagen. Grunow, Leipzig 1874.
- Über Ernährung des Säuglings an der Mutterbrust. Fortlaufende Wägungen während der Säugungsperiode. Grunow, Leipzig 1878.
- Die Missbildungen des Menschen. 2 Textbände und Atlas. Grunow, Leipzig 1880–1882.
- Abwartende Methode oder Credéscher Handgriff. Grunow, Leipzig 1888, 36 S.
- Lehrbuch der Geburtshilfe. Grunow, Leipzig 1894; 3. kiadás: 1903.
- Nasciturus. Eine gemeinverständliche Darstellung des Lebens vor der Geburt und der Rechtsstellung des werdenden Menschen für Juristen, Mediziner und gebildete Laien. Grunow, Leipzig 1906.

## Fordítás
- Ez a szócikk részben vagy egészben  a   Johann Friedrich Ahlfeld (Mediziner) című német Wikipédia-szócikk ezen változatának fordításán alapul.  Az eredeti cikk szerkesztőit annak laptörténete sorolja fel. Ez a jelzés csupán a megfogalmazás eredetét és a szerzői jogokat jelzi, nem szolgál a cikkben szereplő információk forrásmegjelöléseként.